# Oligota californica
Oligota californica är en skalbaggsart som beskrevs av Thomas Casey 1911. Oligota californica ingår i släktet Oligota och familjen kortvingar. Inga underarter finns listade i Catalogue of Life.